# بتلهم دسالگن
بتلهم دسالگن (امهری: ቤተልሄም ደሳለኝ በላይነህ؛ انگلیسی: Betlhem Desalegn؛ زادهٔ ۱۳ نوامبر ۱۹۹۱ در آدیس آبابا) ورزشکار دو و میدانی زن در رشته‌های دو نیمه‌استقامت زاده اتیوپی اهل امارات متحده عربی است که در بازی‌های پان عربی، مسابقات دو و میدانی قهرمانی آسیا، مسابقات دو و میدانی داخل سالن آسیا، بازی‌های همبستگی کشورهای اسلامی، بازی‌های آسیایی و مسابقات دو و میدانی قهرمانی عربی در مجموع برندهٔ ۳ مدال طلا، ۶ مدال نقره، ۳ مدال برنز شده‌است.

## رکورد رقابتی
| سال                              | مسابقه                             | محل برگزاری                         | مقام                             | رویداد                           | توضیحات                          |
| به نمایندگی از امارات متحده عربی | به نمایندگی از امارات متحده عربی   | به نمایندگی از امارات متحده عربی    | به نمایندگی از امارات متحده عربی | به نمایندگی از امارات متحده عربی | به نمایندگی از امارات متحده عربی |
| -------------------------------- | ---------------------------------- | ----------------------------------- | -------------------------------- | -------------------------------- | -------------------------------- |
| ۲۰۱۰                             | بازی‌های آسیایی ۲۰۱۰                | گوانگ‌ژو، چین                        | ۱۳ام (h)                         | ۸۰۰ متر                          | ۲:۱۰٫۸۰                          |
| ۲۰۱۰                             | بازی‌های آسیایی ۲۰۱۰                | گوانگ‌ژو، چین                        | ۸ام                              | ۱۵۰۰ متر                         | ۴:۱۹٫۹۹                          |
| ۲۰۱۱                             | مسابقات دو و میدانی قهرمانی آسیا   | کوبه, ژاپن                          | ۵ام                              | ۱۵۰۰ متر                         | ۴:۲۴٫۳۸                          |
| ۲۰۱۱                             | مسابقات دو و میدانی قهرمانی آسیا   | کوبه, ژاپن                          | ۵ام                              | ۵۰۰۰ متر                         | ۱۶:۰۴٫۹۸                         |
| ۲۰۱۱                             | بازی‌های پان عربی                   | دوحه، قطر                           | ۳ام                              | ۱۵۰۰ متر                         | ۴:۲۱٫۵۰                          |
| ۲۰۱۱                             | بازی‌های پان عربی                   | دوحه، قطر                           | ۲ام                              | ۵۰۰۰ متر                         | ۱۶:۱۲٫۷۱                         |
| ۲۰۱۲                             | مسابقات دو و میدانی داخل سالن آسیا | هانگژو، چین                         | ۲ام                              | ۱۵۰۰ متر                         | ۴:۱۶٫۹۷                          |
| ۲۰۱۲                             | مسابقات دو و میدانی داخل سالن آسیا | هانگژو، چین                         | ۲ام                              | ۳۰۰۰ متر                         | ۸:۵۳٫۵۶                          |
| ۲۰۱۲                             | مسابقات دو و میدانی داخل سالن جهان | استانبول، ترکیه                     | ۱۵ام (h)                         | ۳۰۰۰ متر                         | ۹:۱۲٫۶۳                          |
| ۲۰۱۲                             | بازی‌های المپیک تابستانی ۲۰۱۲       | لندن، بریتانیا                      | ۳۳ام (h)                         | ۱۵۰۰ متر                         | ۴:۱۴٫۰۷                          |
| ۲۰۱۳                             | مسابقات دو و میدانی قهرمانی عربی   | دوحه، قطر                           | ۳ام                              | ۱۵۰۰ متر                         | ۴:۵۵٫۲۳                          |
| ۲۰۱۳                             | مسابقات دو و میدانی قهرمانی عربی   | دوحه، قطر                           | ۱ام                              | ۵۰۰۰ متر                         | ۱۵:۴۸٫۵۹                         |
| ۲۰۱۳                             | مسابقات دو و میدانی قهرمانی آسیا   | پونا, هند                           | ۱ام                              | ۱۵۰۰ متر                         | ۴:۱۳٫۶۷                          |
| ۲۰۱۳                             | مسابقات دو و میدانی قهرمانی آسیا   | پونا, هند                           | ۱ام                              | ۵۰۰۰ متر                         | ۱۵:۱۲٫۸۴                         |
| ۲۰۱۳                             | مسابقات جهانی دو و میدانی ۲۰۱۳     | مسکو، روسیه                         | ۳۲ام (h)                         | ۱۵۰۰ متر                         | ۴:۱۲٫۹۷                          |
| ۲۰۱۳                             | مسابقات جهانی دو و میدانی ۲۰۱۳     | مسکو، روسیه                         | ۱۸ام (h)                         | ۵۰۰۰ متر                         | ۱۶:۱۳٫۲۷                         |
| ۲۰۱۳                             | بازی‌های همبستگی کشورهای اسلامی     | پالم‌بانگ، اندونزی                   | ۳ام                              | ۱۵۰۰ متر                         | ۴:۲۰٫۰۹                          |
| ۲۰۱۳                             | بازی‌های همبستگی کشورهای اسلامی     | پالم‌بانگ، اندونزی                   | ۲ام                              | ۵۰۰۰ متر                         | ۱۶:۱۶٫۸۴                         |
| ۲۰۱۴                             | مسابقات دو و میدانی داخل سالن آسیا | هانگژو، چین                         | ۲ام                              | ۱۵۰۰ متر                         | ۴:۱۹٫۸۳                          |
| ۲۰۱۴                             | مسابقات دو و میدانی داخل سالن آسیا | هانگژو، چین                         | ۲ام                              | ۳۰۰۰ متر                         | ۸:۴۶٫۵۴                          |
| ۲۰۱۴                             | مسابقات دو و میدانی داخل سالن جهان | سوپوت، لهستان                       | DQ                               | ۳۰۰۰ متر                         | DQ                               |
| ۲۰۱۴                             | دو و میدانی در بازی‌های آسیایی ۲۰۱۴ | اینچئون، کره جنوبی                  | DQ                               | ۱۵۰۰ متر                         | DQ                               |
| ۲۰۱۴                             | دو و میدانی در بازی‌های آسیایی ۲۰۱۴ | اینچئون، کره جنوبی                  | DQ                               | ۵۰۰۰ متر                         | DQ                               |
| ۲۰۱۵                             | مسابقات دو و میدانی قهرمانی عربی   | شهرک عیسیبحرین                      | DQ                               | ۸۰۰ متر                          | DQ                               |
| ۲۰۱۵                             | مسابقات دو و میدانی قهرمانی عربی   | شهرک عیسیبحرین                      | DQ                               | ۱۵۰۰ متر                         | DQ                               |
| ۲۰۱۵                             | مسابقات دو و میدانی قهرمانی آسیا   | ووهان، چین                          | DQ                               | ۱۵۰۰ متر                         | DQ                               |
| ۲۰۱۵                             | مسابقات دو و میدانی قهرمانی آسیا   | ووهان، چین                          | DQ                               | ۵۰۰۰ متر                         | DQ                               |
| ۲۰۱۵                             | مسابقات جهانی دو و میدانی ۲۰۱۵     | پکن، چین                            | DQ                               | ۱۵۰۰ متر                         | DQ                               |
| ۲۰۱۵                             | مسابقات جهانی دو و میدانی ۲۰۱۵     | پکن، چین                            | DQ                               | ۵۰۰۰ متر                         | DQ                               |
| ۲۰۱۶                             | مسابقات دو و میدانی داخل سالن آسیا | دوحه، قطر                           | DQ                               | ۱۵۰۰ متر                         | DQ                               |
| ۲۰۱۶                             | مسابقات دو و میدانی داخل سالن آسیا | دوحه، قطر                           | DQ                               | ۳۰۰۰ متر                         | DQ                               |
| ۲۰۱۶                             | مسابقات دو و میدانی داخل سالن جهان | پورتلند، اورگن، ایالات متحده آمریکا | DQ                               | ۳۰۰۰ متر                         | DQ                               |